# Arena Corinthians
Arena Corinthians, også omtalt som Arena de São Paulo, er et fodboldstadion i São Paulo i delstaten São Paulo i Brasilien. Stadionet blev åbnet 10. maj 2014 og er hjemmebanen for Corinthians. Arenaen var blandt de tolv udvalgte stadioner til VM i fodbold 2014.
FIFA var ikke tilfreds med Estádio do Morumbi i São Paulo. Dermed blev der i stedet anlagt et nyt stadion.
Prisen på stadionet kom op på R$ 820 millioner (omtrent 2162 millioner norske kroner pr. 7. april 2014) efter at man sparede penge på materialer og efter at byggeriet ikke blev beskattet af myndighederne. Selve bygningen har ikke foregået uden problemer, og den 29. marts 2014 døde den tredje bygningsarbejder i løbet af byggeperioden.
Stadion har plads til 67 349 tilskuere, af disse er 59 955 siddepladser. Banen er 105 x 68 meter.